# Подбелка
Подбелка — река в России, протекает в Ульяновской области. Устье реки находится в 13 км по левому берегу реки Тия. Длина реки составляет 12 км. Площадь водосборного бассейна — 43,2 км².

## Данные водного реестра
По данным государственного водного реестра России относится к Нижневолжскому бассейновому округу, водохозяйственный участок реки — Большой Черемшан от истока и до устья. Речной бассейн реки — Волга от верхнего Куйбышевского водохранилища до впадения в Каспий.
Код объекта в государственном водном реестре — 11010000412112100005312.